# Lykkeberg (virksomhed)
Lykkeberg A/S, oprindeligt P. Lykkeberg A/S er et mærke indenfor fiskeprodukter og var tidligere en dansk fiskekonservesfabrik med speciale i sild og klipfisk. Lykkeberg blev grundlagt 1. november 1899 af Peder Lykkeberg (1878-1944). I 2015 blev Lykkeberg A/S overtaget af Tenax Sild.

## Historie
Grossererborgerskab løstes i året 1904. Virksomheden begyndte ganske småt i Lavendelstræde 10 med tilberedning af forskellige fiskeriprodukter. Efter jævn fremgang flyttedes den i 1903 til Vestergade 7 med fabrik på Vesterbrogade 137, og da en ny udvidelse blev påkrævet, købtes i 1906 ejendommen Teglgårdstræde 5, der ombyggedes således, at kontor, lager og fabrik kunne samles her. År 1916 blev naboejendommen nr. 7 købt, for at ny udvidelse kunne finde sted. Grosserer Orla Davidsen, indehaver af det gamle islandske firma Salomon Davidsen, blev i 1925 optaget som kompagnon i firmaet, men udtrådte atter 31. december 1936, hvorefter firmaet fortsattes med P. Lykkeberg som eneindehaver.
Efter P. Lykkebergs død i 1944 overtoges firmaet af hans enke, fru Elisabeth Lykkeberg, f. Flamand, og sønnerne, Poul F. Lykkeberg (f. 29. juni 1907) og Ejnar Lykkeberg (f. 20. nov. 1909).